# Staatsinrichting van Afghanistan
Na de aanslagen op 11 september 2001 volgde een Amerikaanse invasie in Afghanistan, gesteund door een groep Afghaanse verzetsstrijders: de Noordelijke Alliantie. Het taliban-regime werd snel verdreven. In december 2001 werden door verschillende politieke leiders in Bonn (Duitsland) afspraken gemaakt voor een interim-regering van 6 maanden en een overgangsregering van twee jaar. Daarna zouden er verkiezingen gehouden worden op basis van een nieuwe grondwet.
De grondwet werd geschreven door de loya jirga, de Afghaanse grondwetgevende vergadering. Op 4 januari 2004 nam deze een nieuwe grondwet aan en op 9 oktober 2004 vonden er presidentsverkiezingen plaats. De eerste parlementsverkiezingen voor de Wolesi Jirga, het Afghaanse Lagerhuis, vonden plaats op 18 september 2005.
Met de nieuwe grondwet is de Afghaanse staat als volgt ingericht:

## Uitvoerende macht
Aan het hoofd van de Islamitische Republiek Afghanistan staat de president. Deze wordt rechtstreeks door de bevolking gekozen. Het kabinet bestaat daarnaast uit twee vicepresidenten en 25 ministers. Deze worden aangewezen door de president en vervolgens goed- of afgekeurd door het parlement. De presidenten (en met hen de kandidaat vicepresidenten) worden voor 5 jaar gekozen. Als in de eerste ronde geen kandidaat een absolute meerderheid heeft verkregen, volgt er een tweede ronde waarin enkel de twee kandidaten met de meeste stemmen kunnen deelnemen. Een president kan slechts twee termijnen dienen. Iedereen boven de 18 jaar mag stemmen. De wetgeving is gebaseerd op een mix van de sharia (islamitische wetgeving) met civiel recht.

## Wetgevende Macht
Het Afghaanse parlement bestaat uit twee kamers: Een lagerhuis en een hogerhuis.
Het lagerhuis (de Wolesi Jirga) telt 249 zetels dat direct door de bevolking wordt gekozen voor een periode van vijf jaar. Een kwart van de zetels zijn gereserveerd voor vrouwen. Op dit moment is 28% van de leden vrouw.
De verkiezing van de Wolesi Jirga gebeurt door elke provincie naar inwoneraantal een vast aantal zetels toe te kennen. Kandidaten mogen in een van de provincies meedingen om een zetel. Er bestaan formeel geen partijen of lijsten. Elke kandidaat moet dus onafhankelijk proberen in zijn provincie verkozen te worden.
Het Hogerhuis (de Meshrano Jirga) telt 102 zetels. Een derde hiervan wordt door de provinciale raden verkozen voor 4 jaar, een derde wordt door districtsraden gekozen voor 3 jaar en een derde wordt door de president aangewezen voor vijf jaar. Omdat er op dit moment nog geen districtsverkiezingen zijn geweest, is slechts 2/3 van de zetels gevuld.
Voor bijzondere gelegenheden, als territoriale integriteit of nationale soevereiniteit, kan er een Grote Raad (Loya Jirga) opgeroepen worden. Deze kan de grondwet amenderen en de president vervolgen. De Loya Jirga is samengesteld uit leden van het parlement en hoofden van provinciale- en gemeenteraden.

## Rechterlijke Macht
Er is een negen man tellend constitutioneel hof (Stera Mahkama) waarvan de leden voor tien jaar worden aangewezen door de president en goedgekeurd door de Wolesi Jirga. Ten tijde van de interim-regering werd dit gedomineerd door Islamitische fundamentalisten, maar president Karzai heeft hier verandering in aangebracht. De leden van het hooggerechtshof worden aangewezen door de president.

## Bestuurslagen
De hoogste bestuurslaag is die van nationaal niveau. Daaronder bestaan er 34 provincies die weer onderverdeeld zijn in districten. De districten zijn vergelijkbaar met gemeentes: ze bestrijken een stad of meerdere dorpen. De gouverneurs van een provincie worden aangewezen door de nationale regering en wijzen op hun beurt weer de prefecten van de districten aan. Alleen de burgemeester van Kabul is een uitzondering, deze wordt aangewezen door de president.